# Stift Elten
Das Stift Elten in Elten, Ortsteil Hochelten (heute Stadt Emmerich) wurde um 967 gegründet und bestand bis 1803/1811. Es handelte sich um ein reichsunmittelbares hochadeliges Damenstift.

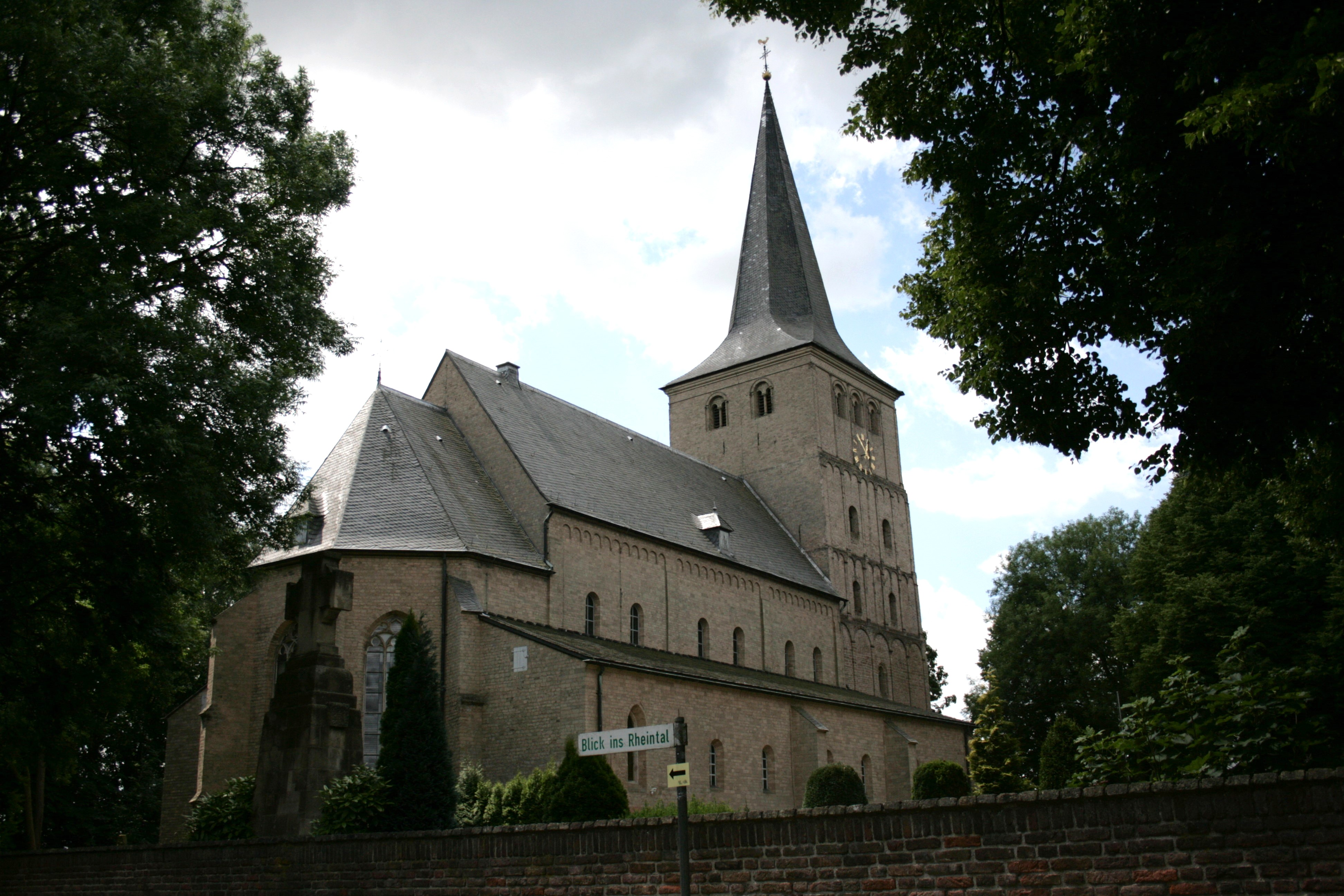
Stiftskirche

## Gründungsphase
In Hochelten bestand auf dem Eltenberg, der 60 m hoch über die Rheinebene aufsteigt, am Ende des 9. und Anfang des 10. Jahrhunderts eine Burg der Grafen im Hamaland. Nach Ausgrabungen in den 1960er Jahren vermutet man, dass die Burg nach den Normanneneinfällen erbaut wurde.
Nachgewiesen ist durch Urkunden ein Besuch Ottos I. im Jahr 944.
Vermutlich um 967 gründete Graf Wichmann ein Damenstift. Kaiser Otto I. schenkte der Stiftkirche Elten 968 ein Reichsgut und zwar das Gut, das Graf Wichmann zu Lehen gehabt hatte. Des Weiteren bestätigte Kaiser Otto I. der Stiftskirche 970 die Erbgüter, die die Kirche von Graf Wichmann erhalten hatte.
Im Jahr 970 übertrug Graf Wichmann die Stiftskirche an den Papst. Erste Äbtissin wurde die Tochter des Stifters Liutgard. Das Stift war dem Heiligen Vitus geweiht. Otto II. nahm das Stift 973 in kaiserlichen Schutz. Die Stiftsdamen erhielten nun das Recht ihre Äbtissin frei zu wählen und die Immunität. Allerdings erhielten die Bischöfe von Utrecht das Recht die Äbtissin zu bestätigen.
Die Schwester der ersten Äbtissin Adela von Hamaland bestritt die Rechtmäßigkeit der Schenkung und forderte die Hälfte des Besitzes als Erbteil. Daraufhin kam es zu gewaltsamen Auseinandersetzungen, in deren Verlauf der Ehemann Adelas Graf Balderich von Drenthe das Stift zweimal zerstörte. Nach dem Tod der Äbtissin Liutgard mussten sich Adela und ihr Gatte zweimal vor einem kaiserlichen Schiedsgericht verantworten. Beendet wurde der Konflikt allerdings erst nach dem Tod Adelas um 1017. Bei dem Vergleich von 996 nahm Otto III. das Stift in seinem Schutz, stellte es den anderen Kanonissenstiften Essen, Quedlinburg und Gandersheim gleich und erneuerte die Verordnung Wichmanns, dass es einen Jahreszins an den heiligen Petrus nach Rom entrichten solle. Er bestätigt die Schenkungen der beiden ersten Ottonen, verlieh dem Stift die Immunität und das Wahlrecht der Äbtissin unter Vorbehalt der Zustimmung des Bischofs von Utrecht.

## Entwicklung im Mittelalter

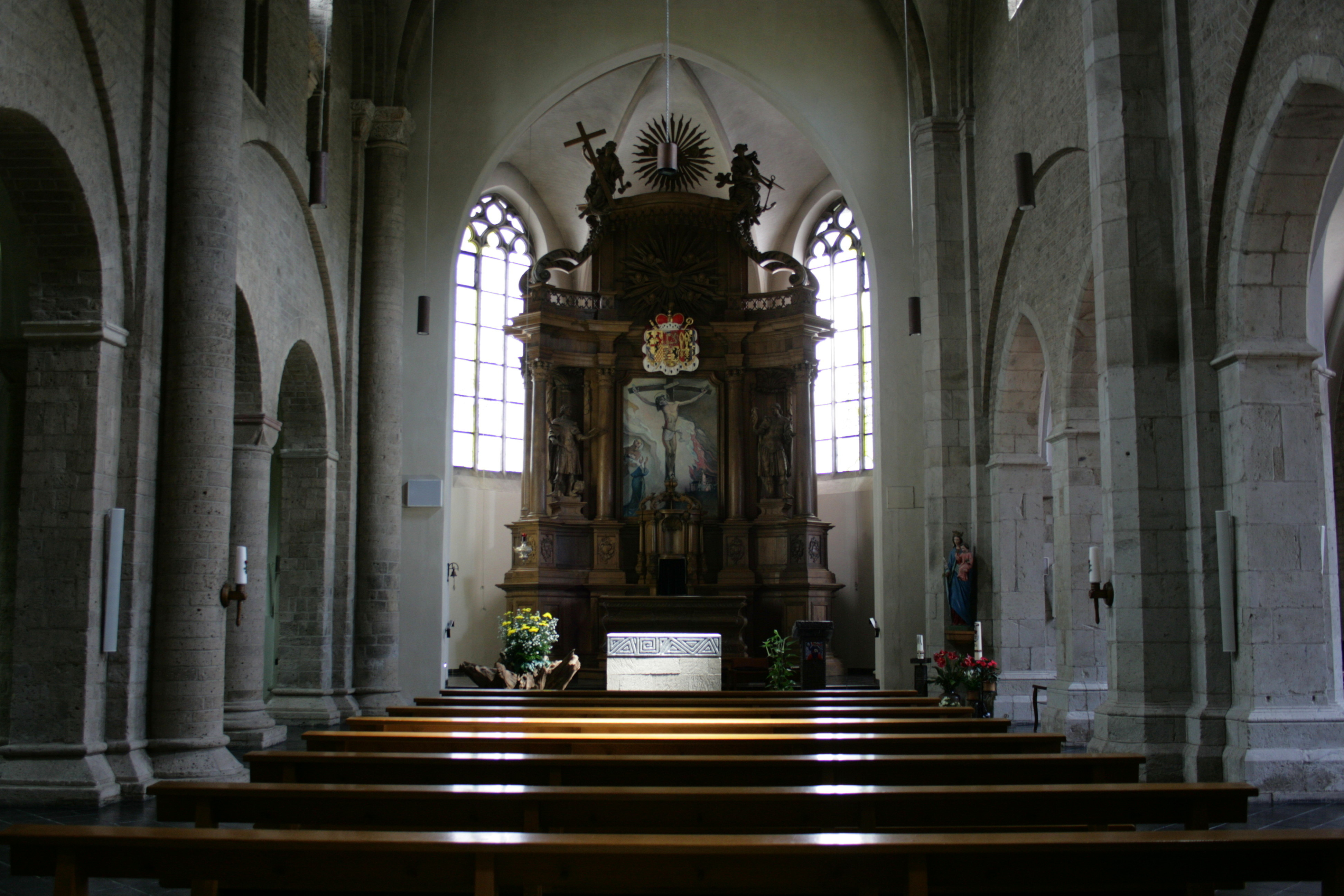
Blick auf den Hochaltar im Kircheninneren

Die Reichsunmittelbarkeit verlor das Stift zeitweise unter Heinrich IV., der es 1083 dem Erzbischof von Hamburg-Bremen schenkte. Spätestens 1129 war die Einrichtung wieder ein Reichsstift, wie aus einer Urkunde Lothars III. hervorgeht.
Seit dem 12. Jahrhundert zählten die Äbtissinnen zum Stand der Reichsfürsten. Diese erhielten die Regalien vom König oder von einem von diesem Beauftragten. Belegt ist dies allerdings erst für 1403. Erstmals als Fürstin wurde Äbtissin Elsa 1390 bezeichnet.
Die erste Kirche aus den Gründungsjahren wurde 1100 in eine große romanische Basilika umgebaut. Sie war immerhin 65 m lang und besaß eine achteckige Kuppel. Im Jahr 1129 wurde die Kirche von Bischof Sigward von Minden in Anwesenheit von König Lothar geweiht. In diesem Zusammenhang schenkte der spätere Kaiser dem Stift auch zwei Pfund Geld pro Jahr aus dem Zoll in Duisburg.

## Besitz und Territorium
Das unmittelbare Territorium rund um das Stift umfasste 1789 1469 Hektar. Das Gebiet umfasste das eigentliche Stift, mehrere Häuser in Hochelten, den Ort Niederelten und etwas Land in der Gegend.
Darüber hinaus besaß es verstreuten Besitz insbesondere im Gebiet der heutigen Niederlande und im Herzogtum Kleve. Der Besitz im 12. Jahrhundert wurde von Kaiser Lothar in einem Privileg von 1129 aufgezählt. Die Besitzungen lagen in etwa zwischen Arnheim im Nordwesten bis in die Gegend von Xanten im Südosten. Ein Teil des ursprünglichen Besitzes wurde während des Streits mit Gräfin Adela abgetrennt und dieser übergeben.

## Vogtei
Den Vogt konnte die Äbtissin, wie aus einer Urkunde des 10. Jahrhunderts hervorgeht, frei wählen. Die Vogtei lag im 15. Jahrhundert bei den Herzögen von Geldern. Nachdem Geldern während des Burgundischen Krieges in seinen Besitz gekommen war, ging auch die Vogtei an Karl den Kühnen über. Dieser übertrug sie 1473 an die Herzöge von Kleve. Mit der Inbesitznahme von Kleve waren seit 1614 die Kurfürsten von Brandenburg Vögte. Insbesondere in der preußischen Zeit versuchten die Vögte die Rechte des Stifts und der Äbtissin zu beschränken. So kam die Gerichtsbarkeit während des St.-Viti-Marktes 1683 an Brandenburg. Auch versuchten die Brandenburger Einfluss auf die Wahl der Äbtissin zu nehmen. Bis 1678 konnten sich die Stiftsdamen dagegen wehren, mussten danach aber das Vorschlagsrecht Brandenburg-Preußens anerkennen. Verloren ging im 17. Jahrhundert auch das Jagdrecht.
Während ein Großteil der Landesherrschaft faktisch von Brandenburg Preußen ausgeübt wurde, konnten die Stiftsdamen bis 1803 ihren reichsunmittelbaren Status und Teile der Gerichtsbarkeit und Zollrechte behaupten. Allerdings stand der Marktzoll des St. Viti Marktes bereits seit 1433 dem jeweiligen Vogt zu.

## Konvent in der frühen Neuzeit

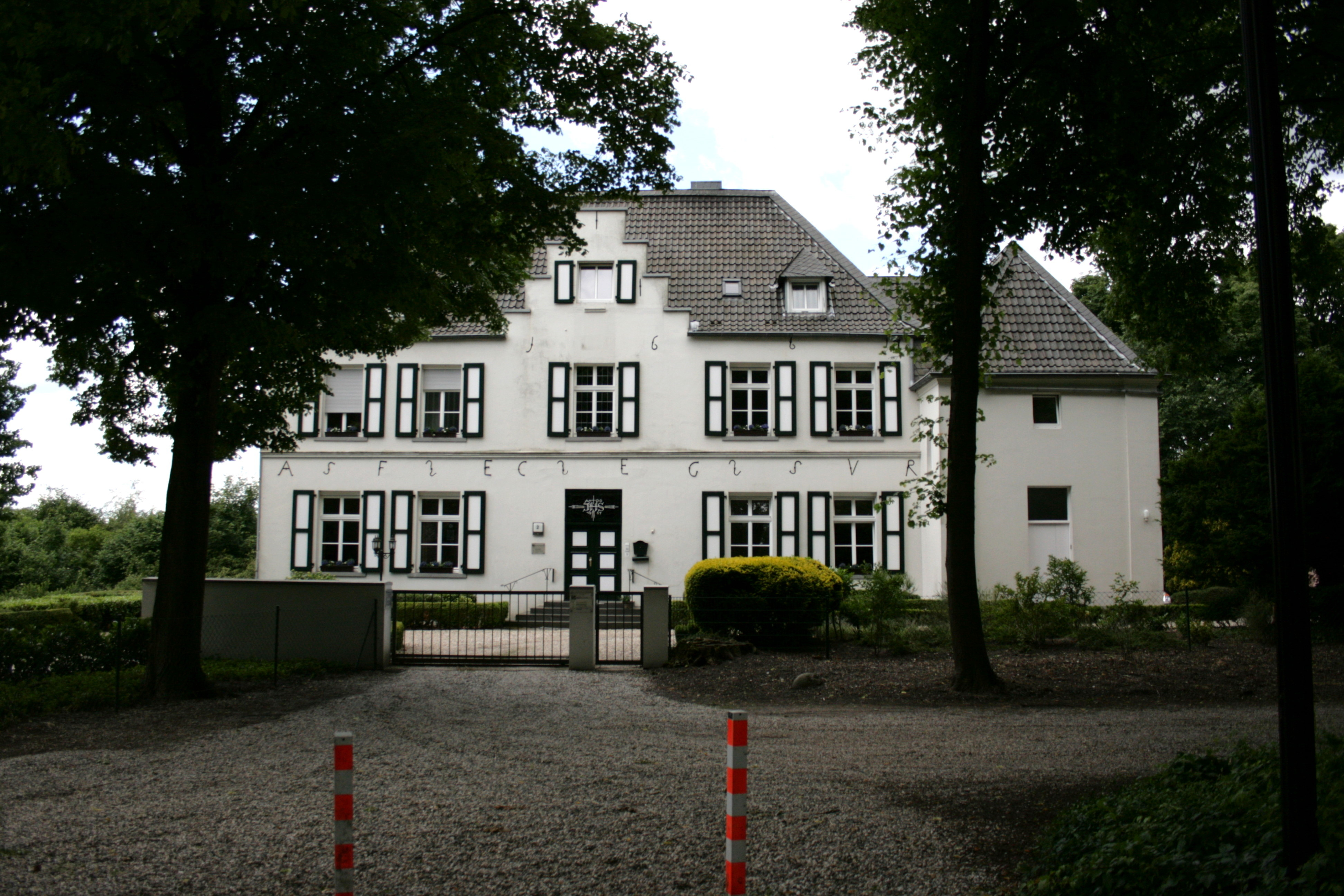
Haus der Äbtissin aus dem 17. Jahrhundert

Über die Äbtissinnen und die Stiftsdamen gibt es für einen langen Zeitraum nur geringe Belege. Aus dem Jahr 1380 gibt es eine Liste mit den Namen von zwölf Kanonissen und ihre zwölf vorgesehenen Nachfolgerinnen. Damals betrug die Zahl der Präbenden demnach zwölf.
Immerhin konnten aus Nekrologien des 15. und 16. Jahrhunderts etwa 60 Herkunftsfamilien identifiziert werden. Die Deutung ist indes umstritten. Spätestens seit dem 15. und 16. Jahrhundert wurden nur Edelfräuleins des Stiftsadels aufgenommen.
Im 18. Jahrhundert gab es sechs Präbenden für Stiftsdamen und vier für männliche Kanoniker. Neben der Äbtissin existierten als Dignitäten eine Dechantin und eine Küsterin. Die Einnahmen der Präbende stand der Stiftsdame in der ersten Zeit dann voll zur Verfügung, wenn sie ihrer Residenzpflicht nachgekommen war. Später war es unerheblich, ob sie anwesend war oder nicht, um die Einkünfte zu beziehen. Zeitweise wurden die Damen bereits im Kindesalter aufgenommen und im Stift auch erzogen.

## Geschichte in der frühen Neuzeit
Die Kirche und die Stiftsgebäude wurden 1585 im Krieg zwischen Spanien und den Niederlanden zerstört. Die Stiftsdamen lebten danach für sechzig Jahre in einem dem Stift gehörenden Haus in Emmerich. Die Kirche wurde nach der Zerstörung zunächst nur teilweise wieder aufgebaut und 1670 durch einen neuen Bau ersetzt. Mit dem Untergang des Bistums Utrecht im 16. Jahrhundert infolge der Reformation wurde dem Stift 1669 die volle Exemtion verliehen. Das Stift gehörte in der frühen Neuzeit keinem Reichskreis an. Auch waren die Äbtissinnen nicht Mitglied der Rheinischen Prälatenbank.

## Ende des Stifts

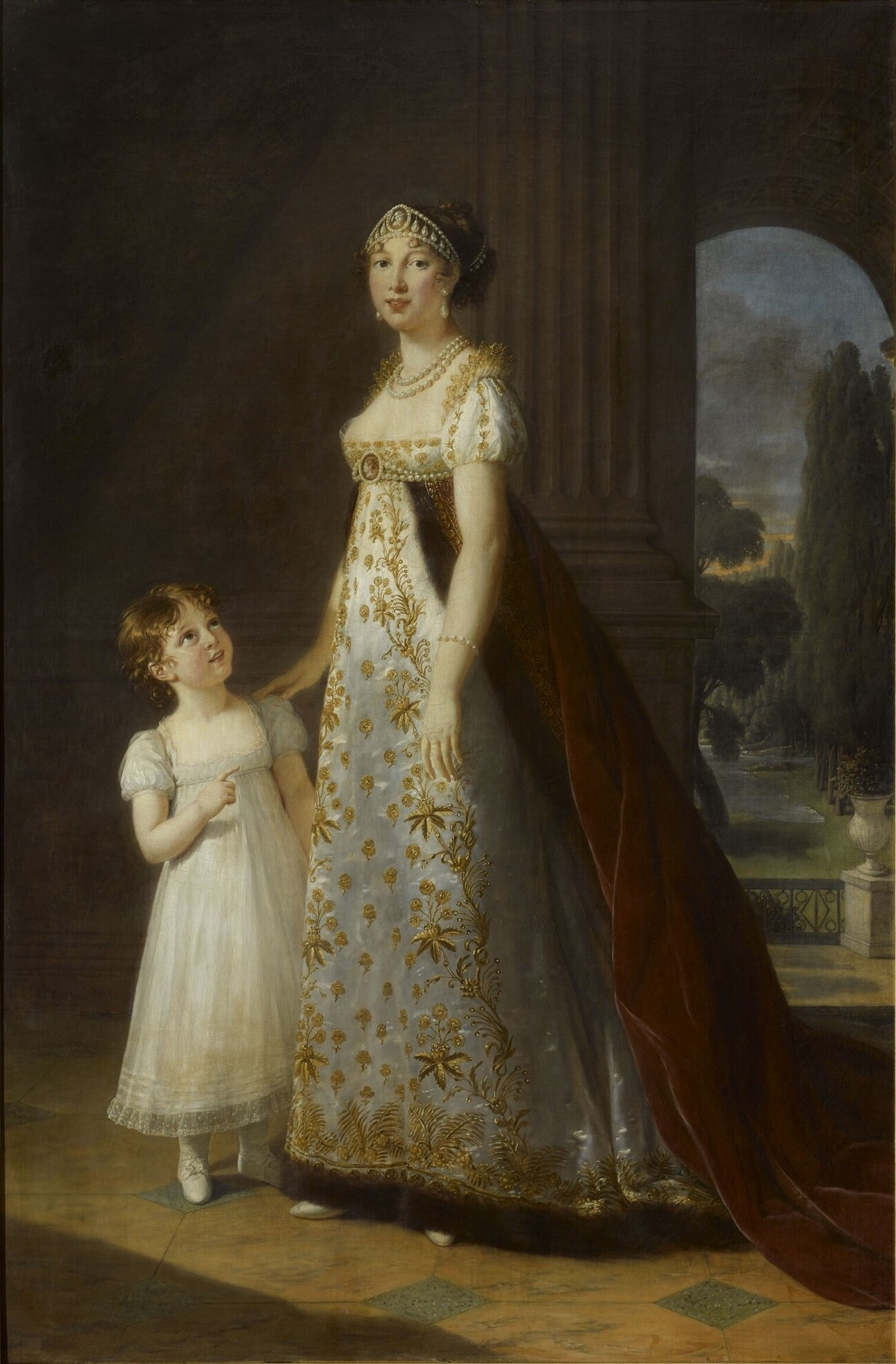
Letizia Murat (links), die letzte Äbtissin von Elten, mit ihrer Mutter, der Großherzogin Caroline von Kleve und Berg, einer Schwester des Kaisers Napoleon I., 1807 gemalt von Élisabeth Vigée-Lebrun

Im Jahr 1803 schlug der Reichsdeputationshauptschluss die Stifte Essen und Elten sowie das Kloster Werden dem Königreich Preußen zu. Im Vorgriff darauf hatte der preußische König Friedrich Wilhelm III. bereits am 6. Juni 1802 von dem Stift Elten Besitz ergriffen. Am 28. Oktober 1806 kam das Stift zum Großherzogtum Berg, nachdem Preußen im Vertrag von Paris (15. Februar 1806) auf die Souveränität über seine rechtsrheinischen Exklaven verzichtet hatte. Seine rechtsrheinischen Gebiete nördlich der Lippe trat das Großherzogtum 1811 an Frankreich ab. Noch im gleichen Jahr, am 18. März 1811, ließ Napoleon das Stift aufheben. Im Ergebnis des Wiener Kongresses wurde das Gebiet 1815 wieder preußisch. 1816 inkorporierte es Preußen in den Kreis Rees.
Die Stiftskirche wurde während des Zweiten Weltkrieges zerstört. Der Wiederaufbau rekonstruierte den romanischen Bau in den Maßen des Baus von 1670. Nur wenige Gebäude des Stifts sind neben der Kirche erhalten. Heute ist im Haus der Äbtissin mit dem Stanislauskolleg ein Exzerzitienhaus der Jesuiten untergebracht.

## Kirchenschatz
Für die Bedeutung des Stifts spricht sein Kirchenschatz. Er setzte sich im Wesentlichen aus liturgischen Geräten und Reliquien zusammen. Ein beträchtlicher Teil davon wurde während der französischen Besetzung im Zuge der Koalitionskriege versteckt und wurde danach wieder in die Kirche zurückgebracht. In Privatbesitz übergegangen ist damals jedoch das heute bedeutendste Kunstwerk des Stifts. Es handelt sich um ein mehr als einen halben Meter hohes, farbig emailliertes und mit Elfenbein verziertes Reliquiar in Form einer Kuppelkirche. Dieses befindet sich heute im Victoria and Albert Museum in London. Zwei gotische Reliquienmonstranzen aus der Zeit um 1400 sind im Zuge der Auslagerung während des Zweiten Weltkrieges verloren gegangen. Der Kirchenschatz wird heute gemeinsam mit dem des ehemaligen Emmericher Martinistifts in der dortigen Martinikirche gezeigt.

## Äbtissinnen
- 968–973: Liutgard I.[19]
- 993–997: Liutgard II. (umstritten, möglicherweise identisch mit Liutgard I.)
- Richardis
- –1056: Riklindis
- Irmgard I.
- Giltrud
- –1229: Irmgard II.
- Adelheid I.
- Guda
- 1241–1244: Adelheid zur Lippe
- 1273–1280: Godela
- 1301–1328: Mabilia von Batenburg
- 1336 Irmgard von dem Berge
- 1340–1365: Irmgard III. von Berg
- 1365–1402: Elisabeth I. von Holtzate
- März 1402–3. Januar 1443: Lucia von Kerpen
- 26. März 1443–25. Mai 1475: Agnes von Bronckorst
- 30. Juni 1475– 17. Oktober 1513: Elisabeth II., Rheingräfin von Dhaun-Kyrburg (geb. um 1450), wahrscheinlich jüngste Tochter von Wild- und Rheingraf Johann IV. von Dhaun (1410–1476)
- 1513–1544: Veronica von Reichenstein
- 15. März 1544– 23. Mai 1572: Magdalena Gräfin zu Wied-Runkel und Isenburg
- 7. August 1572– 13. März 1603: Margaretha Gräfin zu Manderscheid-Blankenheim
- 1603–1645: Agnes II. Elisabeth Gräfin von Limburg-Bronkhorst-Styrum (1563–164)
- 1645–1674: Maria Sophie Altgräfin von Salm-Reifferscheid, auch Äbtissin zu Vreden.
- 16. Februar 1674 – 9. März 1708: Maria Franziska I. Gräfin von Manderscheid-Blankenheim, auch Äbtissin zu Vreden.
- 1708 – 12. Januar 1717: Anna Juliana Gräfin von Manderscheid-Blankenheim war seit 1701 Coadjutrix, seit 1706 auch Fürstäbtissin zu Thorn
- 11. Februar 1717 – 15. Oktober 1727: Maria Eugenie Gräfin von Manderscheid-Blankenheim (Schwester der Vorigen)
- 20. November 1727 – 15. April 1740: Maria Eleonora Ernestine Gräfin von Manderscheid-Blankenheim (Schwester der Vorigen)
- 1740–1784: Maria Franziska II. Gräfin von Manderscheid(-Blankenheim und Gerolstein) (1699–1784)
- 1784–1789: Walburga Maria Gräfin Truchsess von Waldburg-Zeil-Wurzach († 1. November)
- 1790–1796: Josepha Maria Altgräfin zu Salm-Reifferscheid-Bedburg (1731–1796)
- 1796–1805: Maximiliana Franziska de Paula, Altgräfin von Salm-Reifferscheid (1765–1805)
- Dez. 1805: Louise Wilhelmina Friderica Fürstin Radziwill (1797–1809), Tochter von Luise von Preußen (1770–1836) und Fürst Anton Radziwiłł; sie kam nicht in den Besitz der Stelle, weil Preußen das Herzogtum Kleve an Frankreich bzw. den Großherzog von Berg abtrat.
- 1806–1811: Laetitia Josephine Murat (1802–1859), Tochter des Großherzogs Joachim Murat und der Großherzogin Carolina Bonaparte, mit denen sie 1808 nach Neapel zog.